# Tawau
Tawau is een stad en gemeente (majlis perbandaran; municipal council) in de Tawau Division in het zuidoosten van Sabah aan de Celebeszee op Borneo.
Het is de derde grote stad van Sabah. In 2010 waren er circa 398.000 inwoners. Het beschikt over een luchthaven, Tawau International Airport.
Als bezienswaardigheden gelden het Tawau Hills National Park, Madai Forest Reserve, Bukit Gemok Recreational Forest Park, de Al-Kauthar-moskee, Shan Shui Golf & Country Club en het eiland Sipadan.

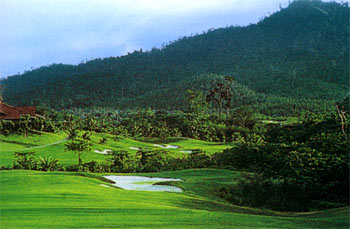
Shan Sui Golf en Country Club

In 2009 waren de Indonesiërs de grootste bevolkingsgroep, de Chinese Maleisiërs de een na grootste bevolkingsgroep en de autochtone Maleisiërs stonden als derde in aantal.
De meesten van Chinese afkomst spreken een Hakka-taal. Voor de Tweede Wereldoorlog hadden ze de meeste winkels en horeca in Tawau. De eerste onderwijsinstellingen in Tawau werden gesticht door Chinese migranten. Later kwamen Rooms-katholieke missionarissen naar dit gebied en boden uitsluitend onderwijs in de Engelse taal. Tijdens de Tweede Wereldoorlog werd de kapitein der Chinezen van Tawau, Stephen Tan, vermoord door de Japanners.